# Аусернцель
Аусернцель (нім. Außernzell) — громада в Німеччині, знаходиться в землі Баварія. Підпорядковується адміністративному округу Нижня Баварія. Входить до складу району Деггендорф. Складова частина об'єднання громад Шельнах.
Площа — 24,13 км2. Населення становить 1462 ос. (станом на 31 грудня 2020).